# Zellig Harris
Zellig Sabbettai Harris (23 de octubre de 1909 - 22 de mayo de 1992) fue un lingüista estadounidense. Es famoso por su formulación de la primera versión de una gramática transformacional. El sistema de Chomsky de gramática transformacional, aunque desarrollado con las bases del trabajo de Harris, difiere de este en varios respectos.

## Gramática de Harris
Harris distinguió al interior del conjunto total de las oraciones gramaticales en una lengua dada dos subconjuntos complementarios: oraciones nucleares (kernel sentences) y oraciones no nucleares (non-kernel sentences).

## Obras
Una bibliografía completa de los escritos de Harris está disponible.
- 1936. A Grammar of the Phoenician Language. Ph.D. dissertation. American Oriental Series, 8.
- 1939. Development of the Canaanite Dialects: An Investigation in Linguistic History. American Oriental Series, 16.
- 1946. "From Morpheme to Utterance". Language 22:3.161-183.
- 1951. Methods in Structural Linguistics
- 1962. String Analysis of Sentence Structure
- 1968. Mathematical Structures of Language
- 1970. Papers in Structural and Transformational Linguistics
- 1976. Notes du Cours de Syntaxe (in French)
- 1981. Papers on Syntax
- 1982. A Grammar of English on Mathematical Principles (ISBN 0-471-02958-0)
- 1988. Language and Information (ISBN 0-231-06662-7)
- 1989. The Form of Information in Science: Analysis of an immunology sublanguage (ISBN 90-277-2516-0)
- 1991. A Theory of Language and Information: A Mathematical Approach (ISBN 0-19-824224-7)
- 1997. The Transformation of Capitalist Society (ISBN 0-8476-8412-1)
- 2002. "The background of transformational and metalanguage analysis." Introduction to The Legacy of Zellig Harris: Language and Information into the 21st Century: Vol. 1: Philosophy of science, syntax, and semantics, John Benjamins Publishing Company (CILT 228).